# Liste der Langer-Marsch-2-Raketenstarts
Diese Liste umfasst alle absolvierten orbitalen Starts der chinesischen Trägerrakete Langer Marsch 2.

## Startstatistik
Stand: 30. Juni 2025
| Version             | 2                | 2C                | 2D             | 2E            | 2F                |
| ------------------- | ---------------- | ----------------- | -------------- | ------------- | ----------------- |
| Bild                |                  |                   |                |               |                   |
| Erststart           | 5. November 1974 | 26. November 1975 | 9. August 1992 | 16. Juli 1990 | 19. November 1999 |
| Anzahl Starts       | 1                | 85                | 98             | 7             | 25                |
| Erfolgreiche Starts | 0                | 83                | 97             | 5             | 25                |

## Startliste
Stand der Liste: 30. Juni 2025; bemannte Missionen sind fett dargestellt.
| Lfd. Nr. | Datum Uhrzeit (UTC) | Raketentyp S/N | Startplatz | Nutzlast 1 | Art der Nutzlast | Anmerkung |
| 1974 – 1975 – 1976 – 1978 – 1982 – 1983 – 1984 – 1985 – 1986 – 1987 – 1988 – 1990 – 1992 – 1993 – 1994 – 1995 – 1996 – 1997 – 1998 – 1999 – 2001 – 2002 – 2003 – 2004 – 2005 – 2006 – 2007 – 2008 – 2009 – 2010 – 2011 – 2012 – 2013 – 2014 – 2015 – 2016 – 2017 – 2018 – 2019 – 2020 – 2021 – 2022 – 2023 – 2024 – 2025 | 1974 – 1975 – 1976 – 1978 – 1982 – 1983 – 1984 – 1985 – 1986 – 1987 – 1988 – 1990 – 1992 – 1993 – 1994 – 1995 – 1996 – 1997 – 1998 – 1999 – 2001 – 2002 – 2003 – 2004 – 2005 – 2006 – 2007 – 2008 – 2009 – 2010 – 2011 – 2012 – 2013 – 2014 – 2015 – 2016 – 2017 – 2018 – 2019 – 2020 – 2021 – 2022 – 2023 – 2024 – 2025 | 1974 – 1975 – 1976 – 1978 – 1982 – 1983 – 1984 – 1985 – 1986 – 1987 – 1988 – 1990 – 1992 – 1993 – 1994 – 1995 – 1996 – 1997 – 1998 – 1999 – 2001 – 2002 – 2003 – 2004 – 2005 – 2006 – 2007 – 2008 – 2009 – 2010 – 2011 – 2012 – 2013 – 2014 – 2015 – 2016 – 2017 – 2018 – 2019 – 2020 – 2021 – 2022 – 2023 – 2024 – 2025 | 1974 – 1975 – 1976 – 1978 – 1982 – 1983 – 1984 – 1985 – 1986 – 1987 – 1988 – 1990 – 1992 – 1993 – 1994 – 1995 – 1996 – 1997 – 1998 – 1999 – 2001 – 2002 – 2003 – 2004 – 2005 – 2006 – 2007 – 2008 – 2009 – 2010 – 2011 – 2012 – 2013 – 2014 – 2015 – 2016 – 2017 – 2018 – 2019 – 2020 – 2021 – 2022 – 2023 – 2024 – 2025 | 1974 – 1975 – 1976 – 1978 – 1982 – 1983 – 1984 – 1985 – 1986 – 1987 – 1988 – 1990 – 1992 – 1993 – 1994 – 1995 – 1996 – 1997 – 1998 – 1999 – 2001 – 2002 – 2003 – 2004 – 2005 – 2006 – 2007 – 2008 – 2009 – 2010 – 2011 – 2012 – 2013 – 2014 – 2015 – 2016 – 2017 – 2018 – 2019 – 2020 – 2021 – 2022 – 2023 – 2024 – 2025 | 1974 – 1975 – 1976 – 1978 – 1982 – 1983 – 1984 – 1985 – 1986 – 1987 – 1988 – 1990 – 1992 – 1993 – 1994 – 1995 – 1996 – 1997 – 1998 – 1999 – 2001 – 2002 – 2003 – 2004 – 2005 – 2006 – 2007 – 2008 – 2009 – 2010 – 2011 – 2012 – 2013 – 2014 – 2015 – 2016 – 2017 – 2018 – 2019 – 2020 – 2021 – 2022 – 2023 – 2024 – 2025 | 1974 – 1975 – 1976 – 1978 – 1982 – 1983 – 1984 – 1985 – 1986 – 1987 – 1988 – 1990 – 1992 – 1993 – 1994 – 1995 – 1996 – 1997 – 1998 – 1999 – 2001 – 2002 – 2003 – 2004 – 2005 – 2006 – 2007 – 2008 – 2009 – 2010 – 2011 – 2012 – 2013 – 2014 – 2015 – 2016 – 2017 – 2018 – 2019 – 2020 – 2021 – 2022 – 2023 – 2024 – 2025 |
| 1974 | 1974 | 1974 | 1974 | 1974 | 1974 | 1974 |
| --- | --- | --- | --- | --- | --- | --- |
| 1 | 5. November 1974 09:40 | CZ-2 | Jiuquan | Fanhui Shi Weixing-0 Nr. 0 | Aufklärungssatellit (Rückkehrkapsel) | Fehlschlag |
| 1975 | | | | | | |
| 2 | 26. November 1975 03:29 | CZ-2C | Jiuquan | Fanhui Shi Weixing-0 Nr. 1 | Aufklärungssatellit (Rückkehrkapsel) | Erfolg Der Satellit kehrte zur Erde zurück. |
| 1976 | | | | | | |
| 3 | 7. Dezember 1976 04:38 | CZ-2C | Jiuquan | Fanhui Shi Weixing-0 Nr. 2 | Aufklärungssatellit (Rückkehrkapsel) | Erfolg |
| 1978 | | | | | | |
| 4 | 26. Januar 1978 04:58 | CZ-2C | Jiuquan | Fanhui Shi Weixing-0 Nr. 3 | Aufklärungssatellit (Rückkehrkapsel) | Erfolg |
| 1982 | | | | | | |
| 5 | 9. September 1982 07:19 | CZ-2C | Jiuquan | Fanhui Shi Weixing-0 Nr. 4 | Aufklärungssatellit (Rückkehrkapsel) | Erfolg |
| 1983 | | | | | | |
| 6 | 19. August 1983 06:00 | CZ-2C | Jiuquan | Fanhui Shi Weixing-0 Nr. 5 | Aufklärungssatellit (Rückkehrkapsel) | Erfolg |
| 1984 | | | | | | |
| 7 | 12. September 1984 05:44 | CZ-2C | Jiuquan | Fanhui Shi Weixing-0 Nr. 6 | Aufklärungssatellit (Rückkehrkapsel) | Erfolg |
| 1985 | | | | | | |
| 8 | 21. Oktober 1985 05:04 | CZ-2C | Jiuquan | Fanhui Shi Weixing-0 Nr. 7 | Aufklärungssatellit (Rückkehrkapsel) | Erfolg |
| 1986 | | | | | | |
| 9 | 6. Oktober 1986 05:40 | CZ-2C | Jiuquan | Fanhui Shi Weixing-0 Nr. 8 | Aufklärungssatellit (Rückkehrkapsel) | Erfolg |
| 1987 | | | | | | |
| 10 | 5. August 1987 06:39 | CZ-2C | Jiuquan | Fanhui Shi Weixing-0 Nr. 9 | Aufklärungssatellit (Rückkehrkapsel) | Erfolg |
| 11 | 9. September 1987 07:15 | CZ-2C | Jiuquan | Fanhui Shi Weixing-1 Nr. 1 | Technologieerprobungs-/Forschungs- und Aufklärungssatellit (Rückkehrkapsel) | Erfolg |
| 1988 | | | | | | |
| 12 | 5. August 1988 07:29 | CZ-2C | Jiuquan | Fanhui Shi Weixing-1 Nr. 2 | Technologieerprobungs-/Forschungs- und Aufklärungssatellit (Rückkehrkapsel) | Erfolg An Bord: deutsche Experimente COSIMA 1 und HKM. Mit Cosima gelang es erstmals, Proteine unter Schwerelosigkeit zu kristallisieren. Am 13. August kehrte eine Rückkehrkapsel zur Erde zurück, wurde aber bei der Landung beschädigt.                                                                               |
| 1990 | | | | | | |
| 13 | 16. Juli 1990 00:40 | CZ-2E | Xichang | Badr-1 und Optus-Dummy | Technologieerprobungssatellit | Erfolg Erster Flug dieses Raketentyps |
| 14 | 5. Oktober 1990 06:14 | CZ-2C | Jiuquan | Fanhui Shi Weixing-1 Nr. 3 | Technologieerprobungs-/Forschungs- und Aufklärungssatellit (Rückkehrkapsel) | Erfolg |
| 1992 | | | | | | |
| 15 | 9. August 1992 08:00 | CZ-2D | Jiuquan | Fanhui Shi Weixing-2 Nr. 1 | Technologieerprobungs-/Forschungs- und Aufklärungssatellit (Rückkehrkapsel) | Erfolg Erster Start der CZ-2D, Rückkehr zur Erde und erfolgreiche Bergung am 25. August |
| 16 | 13. August 1992 23:00 | CZ-2E | Xichang | Optus B1 | geostationärer Kommunikationssatellit | Erfolg |
| 17 | 6. Oktober 1992 06:20 | CZ-2C | Jiuquan | Fanhui Shi Weixing-1 Nr. 4, Freja | Technologieerprobungs-/Forschungs- und Aufklärungssatellit (Rückkehrkapsel), schwedischer Forschungssatellit | Erfolg Rückkehr zur Erde und erfolgreiche Bergung am 13. Oktober |
| 18 | 21. Dezember 1992 11:21 | CZ-2E | Xichang | Optus B2 | Kommunikationssatellit | Fehlschlag Nutzlastverkleidung beim Start zerbrochen |
| 1993 | | | | | | |
| 19 | 8. Oktober 1993 08:00 | CZ-2C | Jiuquan | Fanhui Shi Weixing-1 Nr. 5 | Technologieerprobungs-/Forschungs- und Aufklärungssatellit (Rückkehrkapsel) | Erfolg Rückkehr zur Erde misslang am 16. Oktober, verglüht im März 1996 |
| 1994 | | | | | | |
| 20 | 3. Juli 1994 08:00 | CZ-2D | Jiuquan | Fanhui Shi Weixing-2 Nr. 2 | Fanhui Shi Weixinggs-/Forschungs- und Aufklärungssatellit (Rückkehrkapsel) | Erfolg Rückkehr zur Erde und erfolgreiche Bergung am 18. Juli |
| 21 | 27. August 1994 23:10 | CZ-2E | Xichang | Optus B3 | geostationärer Kommunikationssatellit | Erfolg |
| 1995 | | | | | | |
| 22 | 25. Januar 1995 22:40 | CZ-2E | Xichang | Apstar 2 | Kommunikationssatellit | Fehlschlag Trümmer töten 20 Bewohner eines Dorfes |
| 23 | 28. November 1995 11:30 | CZ-2E | Xichang | AsiaSat 2 | Kommunikationssatellit | Erfolg |
| 24 | 28. Dezember 1995 11:50 | CZ-2E | Xichang | Echostar 1 | Kommunikationssatellit | Erfolg |
| 1996 | | | | | | |
| 25 | 20. Oktober 1996 07:20 | CZ-2D | Jiuquan | Fanhui Shi Weixing-2 Nr. 3 | Aufklärungssatellit (Rückkehrkapsel) | Erfolg |
| 1997 | | | | | | |
| 26 | 1. September 1997 14:00 | CZ-2C/SD | Taiyuan | zwei Iridium-Massesimulatoren | Flugtests | Erfolg |
| 27 | 8. Dezember 1997 07:16 | CZ-2C | Taiyuan | 2× Iridium | Kommunikationssatelliten | Erfolg |
| 1998 | | | | | | |
| 28 | 25. März 1998 17:01 | CZ-2C | Taiyuan | 2× Iridium | Kommunikationssatelliten | Erfolg |
| 29 | 2. Mai 1998 09:16 | CZ-2C | Taiyuan | 2× Iridium | Kommunikationssatelliten | Erfolg |
| 30 | 19. August 1998 23:01 | CZ-2C | Taiyuan | 2× Iridium | Kommunikationssatelliten | Erfolg |
| 31 | 19. Dezember 1998 11:39 | CZ-2C | Taiyuan | 2× Iridium | Kommunikationssatelliten | Erfolg |
| 1999 | | | | | | |
| 32 | 11. Juni 1999 22:30 | CZ-2C | Taiyuan | 2× Iridium | Kommunikationssatelliten | Erfolg |
| 33 | 19. November 1999 22:30 | CZ-2F | Jiuquan | Shenzhou 1 | unbemanntes Raumschiff | Erfolg Erster Flug des Raumschiffs Shenzhou |
| 2001 | | | | | | |
| 34 | 9. Januar 2001 01:00 | CZ-2F | Jiuquan | Shenzhou 2 | unbemanntes Raumschiff | Erfolg In-Orbit-Manöver, Test der Lebenserhaltungssysteme an einem Affen, einem Hund und einem Hasen |
| 2002 | | | | | | |
| 35 | 25. März 2002 14:00 | CZ-2F | Jiuquan | Shenzhou 3 | unbemanntes Raumschiff | Erfolg Flug mit einem Testdummy, Landung am 1. April 2002 in der Inneren Mongolei |
| 36 | 29. Dezember 2002 16:40 | CZ-2F | Jiuquan | Shenzhou 4 | unbemanntes Raumschiff | Erfolg Test aller benötigten Subsysteme |
| 2003 | | | | | | |
| 37 | 15. Oktober 2003 01:00 | CZ-2F | Jiuquan | Shenzhou 5 | erster bemannter Weltraumflug Chinas | Erfolg |
| 38 | 3. November 2003 07:20 | CZ-2D | Jiuquan | Fanhui Shi Weixing-3 Nr. 1 | Erdbeobachtungssatellit/Aufklärungssatellit (Rückkehrkapsel) | Erfolg |
| 39 | 29. Dezember 2003 19:06 | CZ-2C | Xichang | Double Star 1 (Tan Ce 1) | Forschungssatellit | Erfolg In Kooperation mit der ESA |
| 2004 | | | | | | |
| 40 | 18. April 2004 16:00 | CZ-2C | Xichang | Shiyan-1 | Technologieerprobungssatellit | Erfolg |
| 41 | 25. Juli 2004 07:05 | CZ-2C | Taiyuan | Double Star 2 (Tan Ce 2) | Forschungssatellit | Erfolg In Kooperation mit der ESA |
| 42 | 29. August 2004 07:50 | CZ-2C | Jiuquan | Fanhui Shi Weixing-4 Nr. 1 | Erdbeobachtungssatellit/Aufklärungssatellit (Rückkehrkapsel) | Erfolg |
| 43 | 27. September 2004 08:00 | CZ-2D | Jiuquan | Fanhui Shi Weixing-3 Nr. 2 | Erdbeobachtungssatellit/Aufklärungssatellit (Rückkehrkapsel) | Erfolg |
| 44 | 18. November 2004 10:45 | CZ-2C | Xichang | Shiyan-2 | Technologieerprobungssatellit | Erfolg |
| 2005 | | | | | | |
| 45 | 5. Juli 2005 22:40 | CZ-2D | Jiuquan | Shijian 7 | Technologieerprobungssatellit | Erfolg |
| 46 | 2. August 2005 07:30 | CZ-2C | Jiuquan | Fanhui Shi Weixing-4 Nr. 2 | Erdbeobachtungssatellit/Aufklärungssatellit (Rückkehrkapsel) | Erfolg Rückkehr zur Erde am 29. August 2005 |
| 47 | 29. August 2005 08:45 | CZ-2D | Jiuquan | Fanhui Shi Weixing-3 Nr. 3 | Erdbeobachtungssatellit/Aufklärungssatellit (Rückkehrkapsel) | Erfolg Rückkehr zur Erde am 16. September 2005 |
| 48 | 12. Oktober 2005 01:00 | CZ-2F | Jiuquan | Shenzhou 6 | Flug mit zwei Raumfahrern | Erfolg Rückkehr zur Erde am 16. Oktober 2005, um 22:32 Uhr MESZ |
| 2006 | | | | | | |
| 49 | 9. September 2006 07:00 | CZ-2C | Jiuquan | Shijian 8 | Rückkehrkapsel zur Erforschung der Züchtung von Samen für die Landwirtschaft | Erfolg |
| 2007 | | | | | | |
| 50 | 11. April 2007 03:27 | CZ-2C | Taiyuan | Haiyang 1B | Satellit zur Meeresforschung | Erfolg |
| 51 | 25. Mai 2007 07:12 | CZ-2D | Jiuquan | Yaogan-2, Zheda Pixing 1 | Fernerkundungssatellit, Technologieerprobungssatellit | Erfolg |
| 2008 | | | | | | |
| 52 | 6. September 2008 03:25 | CZ-2C/SMD Y1 | Taiyuan LC-7 | Huanjing 1A and 1B | Erdbeobachtungssatelliten | Erfolg |
| 53 | 25. September 2008 13:10 | CZ-2F | Jiuquan | Shenzhou 7 | Flug mit drei Raumfahrern | Erfolg |
| 54 | 5. November 2008 00:15 | CZ-2D | Jiuquan | Shiyan Weixing-3, Chuangxin 1-02 | Forschungssatellit, Technologieerprobungssatellit | Erfolg |
| 55 | 1. Dezember 2008 04:42 | CZ-2D | Jiuquan | Yaogan-4 | Fernerkundung | Erfolg |
| 2009 | | | | | | |
| 56 | 22. April 2009 02:55 | CZ-2C | Taiyuan | Yaogan-6 | Fernerkundung | Erfolg |
| 57 | 12. November 2009 02:45 | CZ-2C | Jiuquan | Shijian 11-01 | Experimentalsatellit | Erfolg |
| 58 | 9. Dezember 2009 08:42 | CZ-2D | Jiuquan | Yaogan-7 | Aufklärungssatellit | Erfolg |
| 2010 | | | | | | |
| 59 | 15. Juni 2010 01:39 | CZ-2D | Jiuquan | Shijian-12 | Forschungssatellit | Erfolg |
| 60 | 24. August 2010 07:10 | CZ-2D | Jiuquan | Tian Hui 1 | Erdbeobachtungssatellit | Erfolg |
| 61 | 22. September 2010 02:42 | CZ-2D | Jiuquan | Yaogan 11 | Erdbeobachtungssatellit | Erfolg |
| 2011 | | | | | | |
| 62 | 6. Juli 2011 04:28 | CZ-2C | Jiuquan | Shijian-11-03 | Forschungssatellit | Erfolg |
| 63 | 29. Juli 2011 07:42 | CZ-2C | Jiuquan | Shijian-11-02 | Forschungssatellit | Erfolg |
| 64 | 18. August 2011 09:28 | CZ-2C | Jiuquan | Shijian-11-04 | Forschungssatellit | Fehlschlag |
| 65 | 29. September 2011 13:16 | CZ-2F/T | Jiuquan | Tiangong 1 | erste chinesische Raumstation | Erfolg |
| 66 | 31. Oktober 2011 21:58 | CZ-2F/G | Jiuquan | Shenzhou 8 | unbemanntes Raumschiff | Erfolg |
| 67 | 20. November 2011 00:15 | CZ-2D | Jiuquan | Shiyan Weixing-4 und Chuangxin 1-03 | Forschungssatellit, Erdbeobachtungssatellit | Erfolg |
| 68 | 29. November 2011 18:50 | CZ-2C | Taiyuan | Yaogan 13 | Fernerkundung | Erfolg |
| 2012 | | | | | | |
| 69 | 6. Mai 2012 07:10 | CZ-2D | Jiuquan | Tian Hui 1B | Erdbeobachtungssatellit | Erfolg |
| 70 | 16. Juni 2012 10:37 | CZ-2F/G | Jiuquan | Shenzhou 9 | bemannte Mission zu Tiangong 1 | Erfolg |
| 71 | 29. September 2012 04:10 | CZ-2D | Jiuquan | VRSS-1 (Francisco Miranda) | Erdbeobachtungssatellit | Erfolg |
| 72 | 14. Oktober 2012 03:25 | CZ-2C/SMD Y2 | Taiyuan LC-9 | Shijian 9A Shijian 9B | Technologieerprobungssatelliten | Erfolg |
| 73 | 18. November 2012 22:53 | CZ-2C | Taiyuan | Huanjing-1C, Xinyan-1, Fengniao-1A/B | Erdbeobachtungssatellit, Technologieerprobungssatellit, Satelliten zur Demonstration eines Formationsfluges | Erfolg |
| 74 | 19. Dezember 2012 16:12 | CZ-2D | Jiuquan | Gokturk-2 | Erdbeobachtungssatellit | Erfolg |
| 2013 | | | | | | |
| 75 | 25. April 2013 04:13 | CZ-2D | Jiuquan | Gaofen 1, TurkSat-3USat, NEE-01 Pegaso, CubeBug-1 | Erdbeobachtungssatellit, drei Experimentalsatelliten | Erfolg |
| 76 | 11. Juni 2013 09:38 | CZ-2F/G | Jiuquan | Shenzhou 10 | bemannte Mission zu Tiangong 1 | Erfolg |
| 77 | 15. Juli 2013 09:27 | CZ-2C | Jiuquan | Shijian 11-05 | Technologieerprobungssatellit | Erfolg |
| 78 | 29. Oktober 2013 02:50 | CZ-2C | Taiyuan | Yaogan-18 | Erdbeobachtungssatellit | Erfolg |
| 79 | 25. November 2013 02:12 | CZ-2D | Jiuquan | Shiyan Weixing-5 | Erdbeobachtungssatellit | Erfolg |
| 2014 | | | | | | |
| 80 | 31. März 2014 02:58 | CZ-2C | Jiuquan | Shijian 11-06 | Technologieerprobungssatellit | Erfolg |
| 81 | 4. September 2014 00:15 | CZ-2D | Jiuquan | Chuang Xin 1-04, Ling Qiao | Kommunikationssatellit, Kommunikations-/Technologieerprobungssatellit | Erfolg |
| 82 | 28. September 2014 05:13 | CZ-2C | Jiuquan | Shijian 11-07 | Technologieerprobungssatellit | Erfolg |
| 83 | 27. Oktober 2014 06:59 | CZ-2C | Jiuquan | Shijian 11-08 | Technologieerprobungssatellit | Erfolg |
| 84 | 14. November 2014 18:53 | CZ-2C | Taiyuan | Yaogan-23 | Erdbeobachtungssatellit | Erfolg |
| 85 | 20. November 2014 07:12 | CZ-2D | Jiuquan | Yaogan-24 | Erdbeobachtungssatellit | Erfolg |
| 2015 | | | | | | |
| 86 | 14. September 2015 04:42 | CZ-2D | Jiuquan | Gaofen 9 | Erdbeobachtungssatellit | Erfolg |
| 87 | 7. Oktober 2015 04:13 | CZ-2D | Jiuquan LC 43/603 | Jilin 1 Lingqiao-A Lingqiao-B LQSat | Erdbeobachtungssatellit (hohe Auflösung) Erdbeobachtungssatellit Erdbeobachtungssatellit (experimentell) | Erfolg |
| 88 | 26. Oktober 2015 07:10 | CZ-2D | Jiuquan LC 43/603 | Tian Hui 1C | Erdbeobachtungssatellit | Erfolg |
| 89 | 16. Dezember 2015 00:12 | CZ-2D | Jiuquan LC 43/603 | DAMPE (Wukong) | Forschungssatellit | Erfolg |
| 2016 | | | | | | |
| 90 | 5. April 2016 17:38 | CZ-2D | Jiuquan LC 43/603 | Shijian 10 | Wissenschaftssatellit | Erfolg |
| 91 | 15. Mai 2016 02:43 | CZ-2D | Jiuquan LC 43/603 | Yaogan-30 | Erdbeobachtungssatellit | Erfolg |
| 92 | 15. August 2016 17:40 | CZ-2D | Jiuquan LC 43/603 | Micius ³Cat-2 Lixing-1 | Forschungssatellit Kleinsatellit/Erdbeobachtung Forschungssatellit | Erfolg |
| 93 | 15. September 2016 14:04 | CZ-2F/T | Jiuquan LC 43/921 | Tiangong 2 Banxing 2 | Raumstation Technologieerprobungssatellit | Erfolg |
| 94 | 16. Oktober 2016 23:30 | CZ-2F/G | Jiuquan LC 43/921 | Shenzhou 11 | bemannte Mission zu Tiangong 2 | Erfolg |
| 95 | 11. November 2016 23:14 | CZ-2D | Jiuquan LC 43/603 | Yunhai-1 01 | Erdbeobachtungssatellit | Erfolg |
| 96 | 21. Dezember 2016 19:22 | CZ-2D | Jiuquan LC 43/603 | TanSat Spark-01 Spark-02 Yijian | Forschungssatellit Erdbeobachtungssatellit | Erfolg |
| 97 | 28. Dezember 2016 03:23 | CZ-2D | Taiyuan LC 9 | GaoJing-1 01 (SuperView-1 01) GaoJing-1 02 (SuperView-1 02) BY70-1 | Erdbeobachtungssatellit Kleinsatellit | Teilerfolg Trägerrakete erreicht eine niedrigere Umlaufbahn als vorgesehen. |
| 2017 | | | | | | |
| 98 | 29. September 2017 04:21 | CZ-2C Y29 | Xichang LC-3 | Yaogan 30-01-01 (Chuangxin 5-01) Yaogan 30-01-02 (Chuangxin 5-02) Yaogan 30-01-03 (Chuangxin 5-03) | 3× geophysikalische Prospektion | Erfolg |
| 99 | 9. Oktober 2017 04:13 | CZ-2D Y30 | Jiuquan LC 43/603 | VRSS-2 | Erdbeobachtungssatellit | Erfolg |
| 100 | 24. November 2017 18:10 | CZ-2C Y33 | Xichang LC-3 | Yaogan 30-02-01 (Chuangxin 5-04) Yaogan 30-02-02 (Chuangxin 5-05) Yaogan 30-02-03 (Chuangxin 5-06) | 3× geophysikalische Prospektion | Erfolg |
| 101 | 3. Dezember 2017 04:11 | CZ-2D Y47 | Jiuquan LC 43/603 | LKW-1 (Ludikancha Weixing 1) | Erdbeobachtungssatellit | Erfolg |
| 102 | 23. Dezember 2017 04:14 | CZ-2D Y48 | Jiuquan LC 43/603 | LKW-2 (Ludikancha Weixing 2) | Erdbeobachtungssatellit | Erfolg |
| 103 | 25. Dezember 2017 19:44 | CZ-2C Y34 | Xichang LC-3 | Yaogan 30-03-01 (Chuangxin 5-07) Yaogan 30-03-02 (Chuangxin 5-08) Yaogan 30-03-03 (Chuangxin 5-09) | 3× geophysikalische Prospektion | Erfolg |
| 2018 | | | | | | |
| 104 | 9. Januar 2018 03:24 | CZ-2D Y40 | Taiyuan LC-9 | GaoJing-1 03 (SuperView-1 03) GaoJing-1 04 (SuperView-1 04) | Erdbeobachtungssatellit | Erfolg |
| 105 | 13. Januar 2018 07:10 | CZ-2D Y49 | Jiuquan LC 43/94 | LKW-3 (Ludikancha Weixing 3) | Erdbeobachtungssatellit | Erfolg |
| 106 | 25. Januar 2018 05:39 | CZ-2C Y36 | Xichang LC-3 | Yaogan 30-04-01 (Chuangxin 5-10) Yaogan 30-04-02 (Chuangxin 5-11) Yaogan 30-04-03 (Chuangxin 5-12) Weina 1A | geophysikalische Prospektion Technologieerprobung (weltweit erstes HAN-Triebwerk) | Erfolg |
| 107 | 2. Februar 2018 07:51 | CZ-2D Y13 | Jiuquan LC 43/94 | / CSES ÑuSat 4 ÑuSat 5 GOMX 4A, 4B Fengmaniu-1 Shaonian Xing | Erdbeobachtungssatellit 2× Technologiedemonstrationssatellit Technologiedemonstrationssatellit Technologiedemonstrationssatelliten/Schulprojekt | Erfolg |
| 108 | 17. März 2018 07:10 | CZ-2D Y50 | Jiuquan LC 43/94 | LKW-4 (Ludikancha Weixing 4) | Erdbeobachtungssatellit | Erfolg |
| 109 | 2. Juni 2018 04:13 | CZ-2D Y20 | Jiuquan LC 43/94 | Gaofen 6 Luojia 1 | Erdbeobachtungssatellit | Erfolg |
| 110 | 27. Juni 2018 03:30 | CZ-2C Y44 | Xichang LC-3 | XJS A und B | 2× Technologieerprobungssatellit | Erfolg |
| 111 | 9. Juli 2018 03:56 | CZ-2C/SMD Y3 | Jiuquan LC 43/94 | PRSS-1 PakTES 1A | Erdbeobachtungssatellit Technologieerprobungssatellit (Erdbeobachtung) | Erfolg |
| 112 | 7. September 2018 03:15 | CZ-2C Y39 | Taiyuan LC-9 | Haiyang 1C | Satellit zur Meeresforschung | Erfolg |
| 113 | 9. Oktober 2018 02:43 | CZ-2C/YZ-1S Y38/Y1 | Jiuquan LC 43/94 | Yaogan-32-01-01 Yaogan-32-01-02 | zwei Erdbeobachtungssatelliten | Erfolg |
| 114 | 29. Oktober 2018 00:43 | CZ-2C Y22 | Jiuquan LC 43/94 | / CFOSat Xiaoxiang 1-02 Tongchuan-1 Tianfuguoxing-1 (Xinghe) Changshagaoxin Tianqi 1 CubeBel-1 (BSUSat-1) | Satellit zur Meeresforschung Technologieerprobungssatellit (Laserkommunikation) Gammastrahlen-Astronomie Technologieerprobungssatellit (Fernerkundung) Amateurfunksatellit Internet der Dinge Technologieerprobungssatellit                                                                                              | Erfolg |
| 115 | 19. November 2018 23:40 | CZ-2D Y28 | Jiuquan LC 34/94 | Shiyan Weixing-6-01 Jiading-1 (OKW-01) Tianzhi-1 Tianping 1A & 1B | Erdbeobachtungssatellit Kommunikationssatellit Technologieerprobungssatellit 2× Technologieerprobungssatellit | Erfolg |
| 116 | 7. Dezember 2018 04:12 | CZ-2D Y38 | Jiuquan LC 34/94 | SaudiSAT-5A SaudiSAT-5B TFStar (Douyu 666) Xinjiang Jiaotong-01 (Tianyi 3-01) TY/DF-1 Piao chong (Ladybeetle) 1-7 | Erdbeobachtungssatellit Kommunikationssatellit (Cubesat) Technologieerprobungssatellit 7× Technologieerprobungssatellit | Erfolg |
| 117 | 29. Dezember 2018 08:00 | CZ-2D/YZ-3 Y35/Y1 | Jiuquan LC 43/94 | Hongyan-1 Yunhai-2 01–06 | Kommunikationssatellit 6× Meteorologiesatellit | Erfolg |
| 2019 | | | | | | |
| 118 | 26. Juli 2019 03:57 | CZ-2C Y37 | Xichang LC-3 | Yaogan 30-05 (Chuangxin 5-13/14/15) | 3× geophysikalische Prospektion | Erfolg |
| 119 | 25. September 2019 00:54 | CZ-2D Y43 | Jiuquan LC 43/94 | Yunhai-1 02 | Erdbeobachtungssatellit | Erfolg |
| 2020 | | | | | | |
| 120 | 15. Januar 2020 02:53 | CZ-2D Y58 | Taiyuan LC-9 | Jilin 1 Kuanfu-1 ÑuSat-7 ÑuSat-8 Tianqi 5 | Erdbeobachtungssatellit Internet der Dinge | Erfolg |
| 121 | 19. Februar 2020 21:07 | CZ-2D Y61 | Xichang LC-3 | XJS-C XJS-D XJS-E XJS-F | 4× Technologieerprobungssatellit | Erfolg |
| 122 | 24. März 2020 03:43 | CZ-2C Y42 | Xichang LC-3 | Yaogan 30-06 (Chuangxin 5-16/17/18) | 3× geophysikalische Prospektion | Erfolg |
| 123 | 31. Mai 2020 08:53 | CZ-2D Y51 | Jiuquan LC 43/94 | Gaofen 9-02 HEAD-2C | Erdbeobachtungssatellit AIS-Datensammelsatellit | Erfolg |
| 124 | 10. Juni 2020 18:31 | CZ-2C Y40 | Taiyuan LC-9 | Haiyang 1D | Meeresforschungssatellit | Erfolg |
| 125 | 17. Juni 2020 07:19 | CZ-2D Y52 | Jiuquan LC 43/94 | Gaofen 9-03 HEAD 5 Pixing 3A | Erdbeobachtungssatellit AIS-Datensammelsatellit Kleinsatellit | Erfolg |
| 126 | 4. Juli 2020 23:44 | CZ-2D Y29 | Jiuquan LC 43/94 | Shiyan Weixing 6-02 | Weltraumwetterbeobachtungssatellit | Erfolg |
| 127 | 6. August 2020 04:01 | CZ-2D Y56 | Jiuquan LC 43/94 | Gaofen 9-04 Tsinghua Kexue (Q-Sat) | Erdbeobachtungssatellit Forschungssatellit | Erfolg |
| 128 | 23. August 2020 02:27 | CZ-2D Y57 | Jiuquan LC 43/94 | Gaofen 9-05 Duo Gongneng Shiyan Weixing Tiantuo 5 | Erdbeobachtungssatellit militärischer Mehrzweck-Versuchssatellit AIS-Datensammelsatellit | Erfolg |
| 129 | 4. September 2020 ca. 07:30 | CZ-2F/T T3 | Jiuquan LC 43/91 | Chongfu Shiyong Shiyan Hangtian Qi Unbekannter Satellit | Raumgleiter (Prototyp) Technologieerprobungssatellit | Erfolg |
| 130 | 26. Oktober 2020 15:19 | CZ-2C Y43 | Xichang LC-3 | Yaogan 30-07 (Chuangxin 5-19/20/21) Tianqi 6 | 3× geophysikalische Prospektion Internet der Dinge | Erfolg |
| 2021 | | | | | | |
| 131 | 6. Mai 2021 18:11 | CZ-2C Y47 | Xichang LC-3 | Yaogan 30-08 (Chuangxin 5-22/23/24) Tianqi 12 | 3× geophysikalische Prospektion Internet der Dinge | Erfolg |
| 132 | 11. Juni 2021 03:03 | CZ-2D Y54 | Taiyuan LC-9 | Beijing 3A Hisea-2 Yangwang-1 Tianjian (Taikong Shiyan 1) | Erdbeobachtung SAR-Erdbeobachtung Weltraumteleskop Technologieerprobung | Erfolg |
| 133 | 17. Juni 2021 01:22 | CZ-2F/G Y12 | Jiuquan LC 43/91 | Shenzhou 12 | bemannte Mission zur Chinesischen Raumstation | Erfolg |
| 134 | 18. Juni 2021 06:30 | CZ-2C Y48 | Xichang LC-3 | Yaogan 30-09 (Chuangxin 5-25/26/27) Tianqi 14 (Jiaxing-1) | 3× geophysikalische Prospektion Internet der Dinge | Erfolg |
| 135 | 3. Juli 2021 02:51 | CZ-2D Y74 | Taiyuan LC-9 | Jilin 1 Kuanfu-01B Jilin 1 Gaofen 03D 01-03 Xingshidai-10 | Erdbeobachtung 3× Erdbeobachtung Erdbeobachtung | Erfolg |
| 136 | 19. Juli 2021 00:19 | CZ-2C Y49 | Xichang LC-3 | Yaogan 30-10 (Chuangxin 5-28/29/30) Tianqi 15 | 3× geophysikalische Prospektion Internet der Dinge | Erfolg |
| 137 | 29. Juli 2021 04:01 | CZ-2D Y62 | Jiuquan LC 43/94 | Tianhui 1-04 | Kartografie | Erfolg |
| 138 | 24. August 2021 11:15 | CZ-2C/YZ-1S Y51/Y2 | Jiuquan LC 43/94 | RSW 1 (Ronghe Shiyan Weixing-1) RSW 2 (Ronghe Shiyan Weixing-2) Unbekannter Testsatellit | Nationales Satelliteninternet Kommunikation | Erfolg |
| 139 | 14. Oktober 2021 10:51 | CZ-2D Y53 | Taiyuan LC-9 | Xihe (CHASE) MD-1 SSS-1 QX-1 Jiaotong Shiyan Xing (JTSY) Tianshu 1 Tianyuan 1 Jin Zijing Weixing 2 HEAD 2 E/F SSS-2A | Sonnenobservatorium ? Verkehrstest Technologieerprobungssatellit Erdbeobachtungssatellit 2 × AIS-Datensammelsatellit Studentensatellit | Erfolg |
| 140 | 15. Oktober 2021 16:23 | CZ-2F/G Y13 | Jiuquan LC 43/91 | Shenzhou 13 | bemannte Mission zur Chinesischen Raumstation | Erfolg |
| 141 | 3. November 2021 07:43 | CZ-2C/YZ-1S Y41/Y4 | Jiuquan LC 43/94 | Yaogan 32-02 | 2× Technologieerprobungssatellit (elektromagnetische Aufklärung) | Erfolg |
| 142 | 6. November 2021 03:00 | CZ-2D Y63 | Xichang LC 3 | Yaogan 35-01A Yaogan 35-01B Yaogan 35-01C | 3× Erdbeobachtungssatellit (optisch) | Erfolg |
| 143 | 29. Dezember 2021 11:13 | CZ-2D Y41 | Jiuquan LC 43/94 | Tianhui 4 | 2× Kartografiesatellit | Erfolg |
| 2022 | | | | | | |
| 144 | 17. Januar 2022 02:35 | CZ-2D Y70 | Taiyuan LC-9 | Shiyan-13 | Technologieerprobung | Erfolg |
| 145 | 5. März 2022 06:01 | CZ-2C | Xichang | GS-2 GS-AP01, 02, 03 GS-2BP01, 02 Xuanming Xingyuan | Technologieerprobung (Kommunikation) 3× Technologieerprobung (Kommunikation) 2× Technologieerprobung (Kommunikation) Technologieerprobung (Erdbeobachtung) | Erfolg |
| 146 | 29. April 2022 04:11 | CZ-2C | Jiuquan | Siwei 01 Siwei 02 | 2× Erdbeobachtung | Erfolg |
| 147 | 5. Mai 2022 02:38 | CZ-2D | Taiyuan | Jilin 1 Gaofen 03D27 – 33 Jilin 1 Kuanfu-01C | 7× Erdbeobachtung Erdbeobachtung | Erfolg |
| 148 | 20. Mai 2022 10:30 | CZ-2C/YZ-1S | Jiuquan | Digui Tongxin Shiyan Weixing | 3× Technologieerprobung (Kommunikation) | Erfolg |
| 149 | 2. Juni 2022 04:00 | CZ-2C | Xichang | GeeSAT-1 | 9× Navigation/Autonomes Fahren | Erfolg |
| 150 | 5. Juni 2022 02:44 | CZ-2F/G | Jiuquan LC 43/91 | Shenzhou 14 | bemannte Mission zur Chinesischen Raumstation | Erfolg |
| 151 | 23. Juni 2022 02:22 | CZ-2D | Xichang | Yaogan 35-02 | 3× Erdbeobachtung | Erfolg |
| 152 | 15. Juli 2022 22:57 | CZ-2C | Taiyuan | Siwei Gaojing 2-01/02 | 2× SAR-Erdbeobachtung | Erfolg |
| 153 | 29. Juli 2022 13:28 | CZ-2D | Xichang | Yaogan 35-03 | 3× Erdbeobachtung | Erfolg |
| 154 | 4. August 2022 ca. 16:00 | CZ-2F/T | Jiuquan | Chongfu Shiyong Shiyan Hangtian Qi | Raumgleiter (Prototyp) | Erfolg |
| 155 | 19. August 2022 17:37 | CZ-2D | Xichang | Yaogan 35-04 | 3× Erdbeobachtung | Erfolg |
| 156 | 24. August 2022 03:01 | CZ-2D | Taiyuan | Beijing 3B | Erdbeobachtung | Erfolg |
| 157 | 6. September 2022 04:19 | CZ-2D | Xichang | Yaogan 35-05 | 3× Erdbeobachtung | Erfolg |
| 158 | 20. September 2022 23:15 | CZ-2D | Jiuquan | Yunhai 1-03 | Atmosphärenbeobachtung/Ozeanografie | Erfolg |
| 159 | 26. September 2022 13:38 | CZ-2D | Xichang | Yaogan 36-01 | 3× Erdbeobachtung | Erfolg |
| 160 | 8. Oktober 2022 23:43 | CZ-2D | Jiuquan | ASO-S | Sonnenbeobachtung/Weltraumwettervorhersage | Erfolg |
| 161 | 12. Oktober 2022 22:53 | CZ-2C | Taiyuan | Huanjing 2E | Katastrophenschutz/Umweltbeobachtung | Erfolg |
| 162 | 14. Oktober 2022 19:12 | CZ-2D | Xichang | Yaogan 36-02 | 3× Fernerkundung | Erfolg |
| 163 | 29. Oktober 2022 01:01 | CZ-2D | Jiuquan | Shiyan-20C | Technologieerprobung/Weltraumwettervorhersage | Erfolg |
| 164 | 27. November 2022 12:23 | CZ-2D | Xichang | Yaogan 36-03 | 3× Erdbeobachtung | Erfolg |
| 165 | 29. Nov. 2022 15:08 | CZ-2F/G | Jiuquan LC 43/91 | Shenzhou 15 | bemannte Mission zur Chinesischen Raumstation | Erfolg |
| 166 | 8. Dezember 2022 18:31 | CZ-2D | Taiyuan | Gaofen Hyperspektral | Erdbeobachtung | Erfolg |
| 167 | 14. Dezember 2022 18:25 | CZ-2D | Xichang | Yaogan 36-04 | 3× Erdbeobachtung | Erfolg |
| 2023 | | | | | | |
| 168 | 12. Januar 2023 18:10 | CZ-2C | Xichang | APStar 6E | Kommunikationssatellit | Erfolg |
| 169 | 13. Januar 2023 07:00 | CZ-2D | Jiuquan | Yaogan 37 Shiyan-22A/B | Weltraumwetter 2× Erdbeobachtung | Erfolg |
| 170 | 15. Januar 2023 03:14 | CZ-2D | Taiyuan | Qilu 2, 3 Zhineng Yaogan 1 Jilin 1 Gaofen 03D34 Jilin 1 Mofang 02A03, 02A04, 02A07 Jilin 1 Hongwai A07, A08 Luojia 3-01 Golden Bauhinia 3, 4, 6 Tianzhi-2D | 2× Erdbeobachtung 3× Technologieerprobung 2× Erdbeobachtung Erdbeobachtung 3× Erdbeobachtung Technologieerprobung | Erfolg |
| 171 | 24. Februar 2023 04:01 | CZ-2C | Jiuquan | Horus 1 | Erdbeobachtungssatellit | Erfolg |
| 172 | 13. März 2023 04:02 | CZ-2C | Jiuquan | Horus 2 | Erdbeobachtungssatellit | Erfolg |
| 173 | 30. März 2023 10:50 | CZ-2D | Taiyuan | Hongtu 1-01 | 4× SAR-Erdbeobachtung | Erfolg |
| 174 | 21. Mai 2023 08:00 | CZ-2C | Jiuquan | Macau Kexue 1A/B Luojia 2-01 | 2× Erdmagnetfeldmessung Technologieerprobung zur SAR-Erdbeobachtung | Erfolg |
| 175 | 30. Mai 2023 01:31 | CZ-2F/G | Jiuquan LC 43/90 | Shenzhou 16 | bemannte Mission zur Chinesischen Raumstation | Erfolg |
| 176 | 15. Juni 2023 05:30 | CZ-2D | Taiyuan | Jilin 1 Gaofen 03D19 – 26 Jilin 1 Gaofen 06A01 – 30 Jilin 1 Pingtai 02A01, 02 Korgas 1 | 8× Erdbeobachtung 30× Erdbeobachtung 2× Erdbeobachtung Erdbeobachtung | Erfolg |
| 177 | 9. Juli 2023 11:00 | CZ-2C/YZ-1S | Jiuquan | Weixing Hulianwang Jishu Shiyan Weixing 1, 2 | 2× Technologieerprobung/Satelliteninternet | Erfolg |
| 178 | 23. Juli 2023 02:50 | CZ-2D | Taiyuan | Sixiang 01, 02, 03 Lingxi 03 | 3× kommerzielle Fernerkundung Technologieerprobung/Kommunikation | Erfolg |
| 179 | 26. Juli 2023 20:02 | CZ-2D | Xichang | Yaogan 36 | 3× Erdbeobachtung | Erfolg |
| 180 | 8. August 2023 22:53 | CZ-2C Y46 | Taiyuan | Huanjing 2F | Erdbeobachtung/Katastrophenschutz | Erfolg |
| 181 | 31. August 2023 07:36 | CZ-2D | Xichang | Yaogan 39 | 3× Fernerkundung | Erfolg |
| 182 | 17. September 2023 04:13 | CZ-2D | Xichang | Yaogan 39 | 3× Fernerkundung | Erfolg |
| 183 | 5. Oktober 2023 00:24 | CZ-2D | Xichang | Yaogan 39 | 3× Fernerkundung | Erfolg |
| 184 | 15. Oktober 2023 00:54 | CZ-2D | Jiuquan | Yunhai-1 04 | Atmosphärenbeobachtung/Ozeanografie | Erfolg |
| 185 | 23. Oktober 2023 20:03 | CZ-2D | Xichang | Yaogan 39 | 3× Fernerkundung | Erfolg |
| 186 | 26. Oktober 2023 03:14 | CZ-2F/G | Jiuquan LC 43/90 | Shenzhou 17 | bemannte Mission zur Chinesischen Raumstation | Erfolg |
| 187 | 16. November 2023 03:55 | CZ-2C/YZ-1S | Jiuquan | Haiyang 3A | Meeresbeobachtung | Erfolg |
| 188 | 23. November 2023 10:00 | CZ-2D/YZ-3 | Xichang | Weixing Hulianwang Jishu Shiyan Weixing 3–5 | 3× Technologieerprobung/Satelliteninternet | Erfolg |
| 189 | 4. Dezember 2023 04:10 | CZ-2C | Jiuquan | Ägypten 2 Xingchi-1 02A/B | Erdbeobachtung Erdbeobachtung/Kommunikation | Erfolg |
| 190 | 10. Dezember 2023 01:58 | CZ-2D | Xichang | Yaogan 39 | 3× Fernerkundung | Erfolg |
| 191 | 14. Dezember 2023 14–15 Uhr | CZ-2F/T | Jiuquan LC 43/90 | Chongfu Shiyong Shiyan Hangtian Qi | Raumgleiter (Prototyp) | Erfolg |
| 192 | 30. Dezember 2023 00:13 | CZ-2C/YZ-1S | Jiuquan | Weixing Hulianwang Jishu Shiyan Weixing | 3× Technologieerprobung/Satelliteninternet | Erfolg |
| 2024 | | | | | | |
| 193 | 9. Januar 2024 07:03 | CZ-2C | Xichang | Einstein Probe | Weltraumteleskop | Erfolg |
| 194 | 2. Februar 2024 23:37 | CZ-2C | Xichang | 11× Jilin 1 | Erdbeobachtung | Erfolg |
| 195 | 13. März 2024 12:51 | CZ-2C/YZ-1S | Xichang | DRO A und B | 2× Technologieerprobung/Mondorbiter | Teilerfolg |
| 196 | 21. März 2024 05:27 | CZ-2D | Jiuquan | Yunhai-2 07–12 | Wettersatelliten | Erfolg |
| 197 | 2. April 2024 22:56 | CZ-2D | Xichang | Yaogan 42-01 | Aufklärungssatellit | Erfolg |
| 198 | 15. April 2024 04:12 | CZ-2D | Jiuquan | Siwei Gaojing 3-01 | Erdbeobachtungssatellit | Erfolg |
| 199 | 20. April 2024 23:45 | CZ-2D | Xichang | Yaogan 42-02 | Aufklärungssatellit | Erfolg |
| 200 | 25. April 2024 12:59 | CZ-2F/G | Jiuquan LC 43/90 | Shenzhou 18 | bemannte Mission zur Chinesischen Raumstation | Erfolg |
| 201 | 20. Mai 2024 03:06 | CZ-2D/YZ-3 | Taiyuan | Beijing 3C1–3C4 | 4× Fernerkundung | Erfolg |
| 202 | 22. Juni 2024 07:00 | CZ-2C | Xichang | SVOM Catch 1 | Gammaobservatorium Technologieerprobung/Forschung | Erfolg |
| 203 | 20. September 2024 04:11 | CZ-2D | Taiyuan | 6× Jilin-1 Kuanfu-02B | Erdbeobachtung | Erfolg |
| 204 | 27. September 2024 | CZ-2D | Jiuquan | Shiyian 19 | TE/Wiederverwendung | Erfolg |
| 205 | 23. Oktober 2024 | CZ-2C | Xichang | Yaogan 43-03 | 3× Fernerkundung | Erfolg |
| 206 | 29. Oktober 2024 20:27 | CZ-2F/G | Jiuquan LC 43/91 | Shenzhou 19 | bemannte Mission zur Chinesischen Raumstation | Erfolg |
| 207 | 9. November 2024 03:39 | CZ-2C | Jiuquan | Hongtu-1 02 (Piesat) | 4× Fernerkundung | Erfolg |
| 208 | 24. November 2024 23:39 | CZ-2C | Jiuquan | Siwei Gaojing 2-03, 04 | 2× Fernerkundung | Erfolg |
| 209 | 12. Dezember 2024 07:17 | CZ-2D | Jiuquan | GJZ XSX 1–5 | 5× Technologieerprobung | Erfolg |
| 210 | 16. Dezember 2024 | CZ-2D | Taiyuan | Hongtu 02 9-12 (Piesat) | 4× SAR-Erdbeobachtung | Erfolg |
| 2025 | | | | | | |
| 211 | 17. Januar 2025 04:07 | CZ-2D | Jiuquan | PRSC-EO1 2 weitere | Erdbeobachtung | Erfolg |
| 212 | 27. Februar 2025 07:08 | CZ-2C | Jiuquan | Siwei Gaojing 1-03, 04 | 2× Erdbeobachtung | Erfolg |
| 213 | 15. März 2025 04:11 | CZ-2D | | Siwei Gaojing 3-02 Tianyan 23 | Fernerkundung ? | Erfolg |
| 214 | 1. April 2025 04:00 | CZ-2D Y78 | Jiuquan | WHJSW 6 | 4× TE/Satelliteninternet | Erfolg |
| 215 | 24. April 2025 | CZ-2F/G | Jiuquan LC 43/91 | Shenzhou 20 | bemannte Mission zur Chinesischen Raumstation | Erfolg |
| 216 | 14. Mai 2025 04:12 | CZ-2D Y107 | Jiuquan LC 43/94 | Taikong Jisuan | 12× Edge Computing | Erfolg |
| 217 | 14. Juni 2025 07:56 | CZ-2D Y42 | Jiuquan | Zhangheng-1 02 | Forschung | Erfolg |